# أفشان آزاد
أفشان آزاد (بالإنجليزية: Afshan Azad) (مواليد 12 فبراير 1988 في مانشستر، المملكة المتحدة) هي ممثلة وعارضة وشخصية إعلامية بريطانية. اشتهرت بلعب دور بادما باتيل في سلسلة أفلام هاري بوتر ، بداية من عام 2005.

## روابط خارجية
- أفشان آزاد على موقع IMDb (الإنجليزية)
- أفشان آزاد على موقع ألو سيني (الفرنسية)
- أفشان آزاد على موقع أول موفي (الإنجليزية)
- أفشان آزاد على موقع قاعدة بيانات الأفلام السويدية (السويدية)
- أفشان آزاد على موقع قاعدة بيانات الفيلم (الإنجليزية)
- أفشان آزاد على موقع كينوبويسك (الروسية)